# يوجي أوزاكي
يوجي أوزاكي (باليابانية: 尾崎 雄二) (29 سبتمبر 1985 في ناغاساكي في اليابان – )؛ هو لاعب كرة قدم ياباني سابق كان يلعب كمدافع.

## وصلات خارجية
- يوجي أوزاكي على موقع رابطة كرة القدم اليابانية للمحترفين (اليابانية)
- يوجي أوزاكي على موقع Soccerway.com (الإنجليزية)